# H.C. Wind
Hans Christian Wind (født 17. maj 1932 i Tønder) er en dansk teolog.
H.C. Wind blev student fra Tønder Gymnasium i 1951, cand.theol. fra Aarhus Universitet i 1958 og dr.theol. i 1974 på en afhandling om erkendelse og eksistens hos Martin Heidegger. Han er docent emeritus ved Afdeling for Systematisk Teologi ved Aarhus Universitet. I 1997 udkom et festskrift til H.C. Wind (Teologi og modernitet. Tilegnet H.C. Wind på 65-årsdagen 17. maj 1997, Aarhus Universitetsforlag 1997. ISBN 87-7288-698-6)
Han er far til EU-professor Marlene Wind.